# 拉韦诺内
拉韦诺内（義大利語：Lavenone），是意大利布雷西亚省的一个市镇。总面积31平方公里，人口622人，人口密度20.1人/平方公里（2009年）。国家统计（ISTAT）代码为017087。